# Ананд (окръг)
Ананд е окръг в щата Гуджарат, Индия с площ от 2942 км2 и население 1 856 872 души (2001). Главен град е Ананд.

## Административно деление
Окръга е разделен на 8 талука.

## Население
Населението на окръга през 2001 година е 1 856 872 души, около 74,51 % от населението е неграмотно.

### Религия
(2001)
- 1 616 127 – индуисти
- 199 263 – мюсюлмани
- 29 461 – джайнисти